# Anatole Latuile (série télévisée d'animation)
 (avril 2018).
Si vous disposez d'ouvrages ou d'articles de référence ou si vous connaissez des sites web de qualité traitant du thème abordé ici, merci de compléter l'article en donnant les références utiles à sa vérifiabilité et en les liant à la section « Notes et références ».
Pour les articles homonymes, voir Latuile.
Anatole Latuile est une série télévisée d'animation française créée par le Cyber Group Studios ,Label Anim (Thibaut Chatel et Guillaume Galliot), Éric Gutierrez et Thibaut Chatel adaptée de la bande dessinée homonyme publiée dans J'aime lire. Elle est diffusée depuis 8 janvier 2018 sur France 3, et rediffusée depuis le 8 avril 2019 sur France 4.
Au Québec, elle est diffusée depuis le 14 décembre 2018 à Télé-Québec.
Le 21 décembre 2022, la série a été renouvelée pour une deuxième saison et disponible sur l'application Okoo, et est diffusée depuis le 2 janvier 2023 sur France 4,

## Synopsis
Anatole Latuile, un écolier dissipé mais plein de ressources, dépense toute son énergie à s'attirer des ennuis.

## Fiche technique
- Création : Jean Régnaud, Anne Didier et Olivier Müller
- Réalisation : Éric Gutierrez, Thibaut Chatel
- Scénario : Jean Regnaud (direction d'écriture saison 1) et Alexandre Révérend (direction d'écriture saison 2) d'après les bandes dessinées d'Anne Didier, Olivier Müller et Clément Devaux (Bayard Éditions)
- Création des personnages : Clément Devaux
- Décors : Jean-Baptiste Cuvelier (supervision), Ambrogio Sarfati
- Animation : Jiang Toon Animation (saison 1), 2 minutes (saison 2)
- Montage : Valérie Dabos (image), Stéphane Gaultier (son), Simon Blévis, Emanuela Kornat, Thibault Lefranc (musique)
- Mixage : Johan Gay
- Musique : Fabrice Aboulker
  - Arrangements : Damien Roche
  - Chansons interprétées par Aurore Delplace et Alexandre Faitrouni
- Sociétés de production : Label Anim
- Société de distribution : Cybergroup
- Pays :  France
- Langue : français
- Format : couleur - 16/9 - son stéréo
- Nombre d'épisodes : 104 (2 saisons)
- Durée : 13 minutes
- Date de première diffusion de la saison 1 : 
  - France : 8 janvier 2018 (France 3)
  - Québec : 14 décembre 2018 (Télé-Québec)
  - États-Unis : 2019 (Primo TV)
  - Belgique : janvier 2023 (RTBF)
- Date de première diffusion de la saison 2 : 
  - France : 21 décembre 2022 (Okoo) et 2 janvier 2023 (France 4)

## Distribution (voix)
- Brice Ournac : Anatole Latuile
- Thomas Sagols : Jason Bombix
- Fanny Bloc : Achille Loukougnou
- Guillaume Lebon : M. Latuile , Ulysse Saint-Georges
- Fily Keita : Victoire, Mme Latuile, Ange, le frère des Mafiolo
- Lisa Caruso : Gwendoline
- Julien Crampon : Alban Largentière
- Emmanuel Curtil : M. Bombix , le pizzaiolo et Squeezie le Pr. de magie
- Alexandra Garijo : Mme Bombix
- Sylvie Genty : Mme Latouche
- Emmylou Homs : Olympe Fayoli, Mylène
- Antoine Schoumsky : M. Auzaguet
- Adam Hassan : Richard
- Marie Nonnenmacher : Marjane
- Magali Rosenzweig : Mme Goulominoff, Mme Auzaguet
- Audrey Sablé : Henriette Bichon
- Rachid Santalï : Morvox
- Léopoldine Serre : Naomie Crumble, Sidonie, la sœur d'Anatole
- Eilias Changuel : le père de Marjane
- Elise Changuel : Odilon
- Marie-Martine : Mme Mafiolo
- Damien Yutsuke : Innocent Mafiolo, Céléstin Mafiolo, Startruc
- voix additionnelles : Hugo Brunswick, Marie Chevalot, Nessym Guetat, Boris Rehlinger, Vincent Violette

Version française :
- Direction artistique : Valérie de Vulpian

 Source et légende : version française (VF) sur RS Doublage et selon le carton du doublage français télévisuel.

## Épisodes

### Première saison (2018)
1. Startruc
2. La Filature
3. Le Concours de beauté
4. Les Maths à domicile
5. Le Match de foot
6. Les Super Pouvoirs
7. Le Dégominator
8. Le Record du monde
9. Les 21 ans de Princesse
10. Le Perroquet d'Olympe
11. Le Morvox d'or
12. Les Aventures de Pimpin
13. La Coupe d'Anatole
14. Opération Bulletin
15. Scoop toujours
16. La Disparition de Françoise
17. Super Écolo
18. Les Feux d'artifice
19. L'Apprenti Directeur
20. Un prêté pour un rendu
21. Les Navets de l'angoisse
22. La Prédiction du fakir
23. Powercut 3000
24. L'Anniversaire d'Olympe
25. Les Devoirs de vacances
26. Anatole et Aristide
27. Saphir a disparu
28. La Mouche
29. Fair-play
30. Sauvetage à la ferme
31. La Chasse au trésor
32. Super Tricheur
33. Startruc show
34. Princesse détective
35. Le Poisson rouge
36. La Nouvelle Voisine
37. Les Crocosaures
38. La Grande Illusion
39. Clash Morvox
40. Super Cool
41. Les Tickets Bora Bora
42. Anatole, délégué
43. Le Morvox d'anniversaire
44. Badcat
45. Les Malades imaginaires
46. Le Gaffethon
47. Anatole fait son cinéma
48. La Vérité qu'on vous cache
49. La Dame blanche
50. Spectacle en folie
51. Le Départ
52. La Vengeance des vengeances

### Deuxième saison (2022)
1. Fort Braillard
2. En route vers Morvox
3. Ciboulette a disparu
4. La Soirée contes
5. Le Jeu concours
6. Gros Squatteur
7. Inspecteur Lapétoche
8. Un camping de rêve
9. La Punition du directeur
10. Robin des billes
11. Les Nouveaux Robinson
12. Les Chamois
13. Cache-cache vaccin
14. La Méthode Olympe
15. Les Malheurs d'Ulysse
16. La Lettre à Marjane
17. Mon héros
18. Des bulles pour Marjane
19. Mafiolo contre Mafiolo
20. Le Porte-bonheur
21. La Tanière du pirate
22. Ton école a trop la classe
23. Le Carnet de bêtises
24. Le Menu d'Anatole
25. Troc jouet
26. Rock'n'choriste
27. La Piste rouge
28. Serge, le super bricolo du futur
29. Opération Startruc
30. Par cœur !
31. Le QI d'Anatole
32. Il faut sauver Olympe
33. Princesse a disparu
34. Ça plane pour lui
35. Invasion Mafiolo
36. Le Gros Rhume du directeur
37. La Capsule temporelle
38. Chamallo
39. La Star montante
40. Le Rêve d'Anatole
41. Ma sœur invisible
42. La Ferme à la maison
43. Le Casse-tête morvoxien
44. La Meilleure Amie d'Olympe
45. Richard, la glue
46. Trop fort Anatole
47. Les Chasseurs de météorites
48. La Grosse Interro
49. Il faut sauver le capitaine Startruc
50. Princesse Lapinette
51. Agence Anatole astuces
52. Le Concours de bonhomme de neige

## Personnages
- Anatole Latuile : Enfant ingénieux qui s'attire toujours des ennuis et protagoniste de la série.
- Sidonie Latuile : Petite sœur d'Anatole qui est plus sage que son frère
- M. et Mme Latuile : Parents d'Anatole et Sidonie. Monsieur Latuile est professeur de mathématiques au Lycée. Madame Latuile enseigne le yoga.
- Jason Bombix : Meilleur ami d'Anatole. Il a un faible pour Marjane. Il s'attire lui aussi des ennuis comme Anatole. Il déteste sa sœur Mylène.
- Mylène Bombix : Sœur de Jason avec qui elle entretient des relations catastrophiques. Elle représente un danger public pour Jason
- M. et Mme Bombix : Parents de Jason et de Mylène
- Olympe Fayoli : Meilleure et seule élève qui aime l'école. Anatole et Jason la trouvent étrange.
- Henriette Bichon : Amie d'Anatole. Elle s'attirait des ennuis rien que pour lui. Elle a un faible pour Anatole.
- Naomie Crumble : Amie d'Anatole, sa mère est coiffeuse
- Ulysse Saint-Georges : Ami d'Anatole, il porte un appareil dentaire. Il a un faible pour Naomie.
- Achille Loukougnou : Ami d'Anatole très doué en informatique
- Alban Largentière : Ami et rival d'Anatole, très riche. Les Mafiolo le suivent parfois.
- Léonie Duchoux
- Les frères Mafiolo : Innocent et Célestin sont deux frères jumeaux et brutes de l'école. Ils sont rivaux d'Anatole et Jason. Ils s'attirent parfois des ennuis.
- Ange Mafiolo : Petit frère des jumeaux Mafiolo. Il est amoureux de Sidonie.
- Petrouchka Goulominoff, la maîtresse
- Martial Auzaguet, directeur de l'école. Il n'a pas l'air de porter Anatole dans son cœur
- Madame Latouche, la voisine d'Anatole et Jason
- Victoire et Gwendoline, des copines d'Anatole rencontrées en vacances
- Princesse, la chienne d'Anatole
- Néron, le perroquet d'Olympe
- Pâquerette, la chienne des Mafiolo
- Françoise, la gerboise de leur classe
- Monsieur Portillon, le régisseur du camping
- Irène Auzaguet : La mère de M.Auzaguet, le directeur de l'école. Dans l'épisode Le gros rhume du directeur, il est révélé que Mme Auzaguet avait dirigé une colonie de vacances pendant 15 ans.
- Inspecteur Lapétoche
- Kirk Crapolo
- Goliath
- Marjane : la nouvelle voisine iranienne d'Anatole et Jason

## Style visuel et narratif
Style visuel
La série Anatole Latuile, adaptée de la bande dessinée publiée dans J’aime lire, conserve une esthétique fidèle à l’univers graphique original de Clément Devaux :
- Animation 2D colorée et dynamique, avec des traits simples et expressifs qui accentuent les émotions des personnages.
- Décors stylisés représentant des environnements familiers aux enfants : école, maison, parc, rue… Ces lieux deviennent des terrains de jeu pour les aventures d’Anatole.
- Palette vive et contrastée, renforçant le ton humoristique et l’énergie des scènes.
- Série cartoonesque, mise en scène burlesque, avec des gags visuels et des effets exagérés qui rappellent les cartoons classiques.
Style narratif
La narration repose sur une structure épisodique, chaque épisode étant une mini-aventure autonome de 13 minutes :
- Comédie de situation centrée sur les bêtises d’Anatole et ses tentatives souvent ratées de résoudre des problèmes du quotidien.
- Rythme rapide et enlevé, avec des péripéties qui s’enchaînent sans temps mort.
- Point de vue enfantin, mettant en avant l’imagination débordante du héros et les valeurs de camaraderie, créativité et débrouillardise.
- Humour accessible, mêlant quiproquos, absurdités et jeux de mots, destiné à un public de 6 à 10 ans.
La série valorise les glorieuses défaites d’Anatole, qui malgré ses maladresses, gagne le respect et l’amitié de ses camarades.